# متحف أصالة الماضي
متحف أصالة الماضي أحد متاحف منطقة مكة المكرمة في محافظة الطائف، أسسه سالم مرعي محمد القحطاني، يقع المتحف بجوار سكن المالك ويتكون المبنى من دورين الدور الأرضي يوجد به مجلس الضيافة ودورات المياه والمستودع أما الدور الثاني فيوجد به المتحف حيث تكون المتحف من قاعة واحدة تقسمت هذه القاعة إلى أجنحه الجناح الأول يهتم بأدوات الضيافة والجناح الثاني يهتم بالحلي وأدوات الزينة النسائية والجناح الثالث يهتم بالملابس النسائية والجناح الرابع يهتم بالعملات والأوراق النقدية والجناح الخامس يهتم بالسجاد والجناح السادس والأخير يهتم بالأسلحة من الخنجر والرمح والبندقيات وخزانات البارود والسيوف حيث كان أكثر اهتمام المتحف يدور حول البندقيات النادرة.